# Išim (řeka)
Išim (rusky Ишим, kazašsky Есіл Esil) je řeka v Karagandské, Akmolské, Severokazachstánské oblasti v Kazachstánu a v Ťumeňské a v Omské oblasti v Rusku. Protéká také hlavním městem Kazachstánu Astanou. Je levým přítokem řeky Irtyš (povodí Obu) na 1 016 říčním kilometru. Je 2 450 km dlouhá. Povodí má rozlohu 177 000 km². Z toho připadá 36 000  km² na bezodtoké oblasti.

## Průběh toku

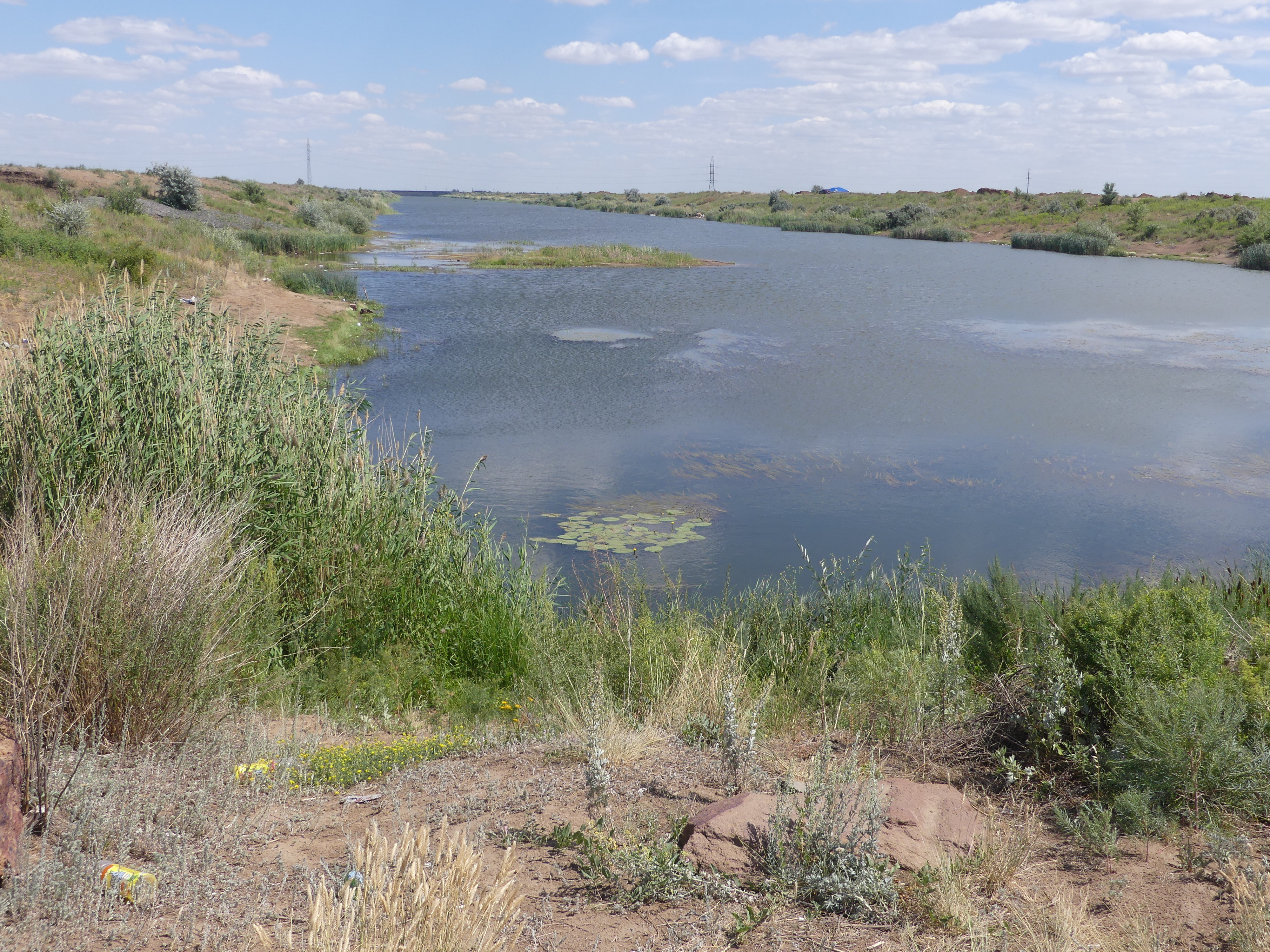
Řeka Išim před Astanou

Pramení v horách Nijaz na severním okraji Kazašské pahorkatiny. Na horním toku teče většinou v úzké dolině se skalnatými břehy. Pod Astanou se dolina rozšiřuje. Řeka obtéká Kokšetauskou vysočinu a vytváří přitom velkou smyčku a protéká nevelkými peřejemi. Níže již vtéká do Západosibiřské roviny a teče přes plochou Išimskou step v širokém úvalu. Nachází se zde mnoho starých ramen. Na dolním toku protéká řeka bažinami.

## Přítoky
- zprava – Koluton, Žabaj, Akkanburluk
- zleva – Tersakkan

## Vodní režim
Zdroj vody je sněhový. Vysoký vzestup hladiny na jaře trvá jen krátce. Maxima řeka dosahuje v květnu až v červnu a na dolním toku se rozlévá do šířky až 15 km. Po zbývající část roku (léto, podzim a zima) nastává významný pokles hladiny. Průměrný roční průtok u vsi Vikulovo ve vzdálenosti 215 km od ústí je 56,3 m³/s (maximální 686 m³/s). Zamrzá na začátku listopadu a rozmrzá v dubnu až v květnu.
Průměrné měsíční průtoky Išimu ve stanici Orehovo v letech 1963 až 1999:

## Využití
Řeka je splavná na horním toku od Petropavlovsku v délce 270 km a od vsi Vikulovo k ústí. Na řece byly vybudovány dvě přehradní nádrže (Vjačeslavská a Sergejevská přehrada). Voda se široce využívá na zásobování vodou a k zavlažování. Na řece leží města Astana, Děržavinsk, Esil, Petropavlovsk a Išim.